# Johann Gallus Hügel

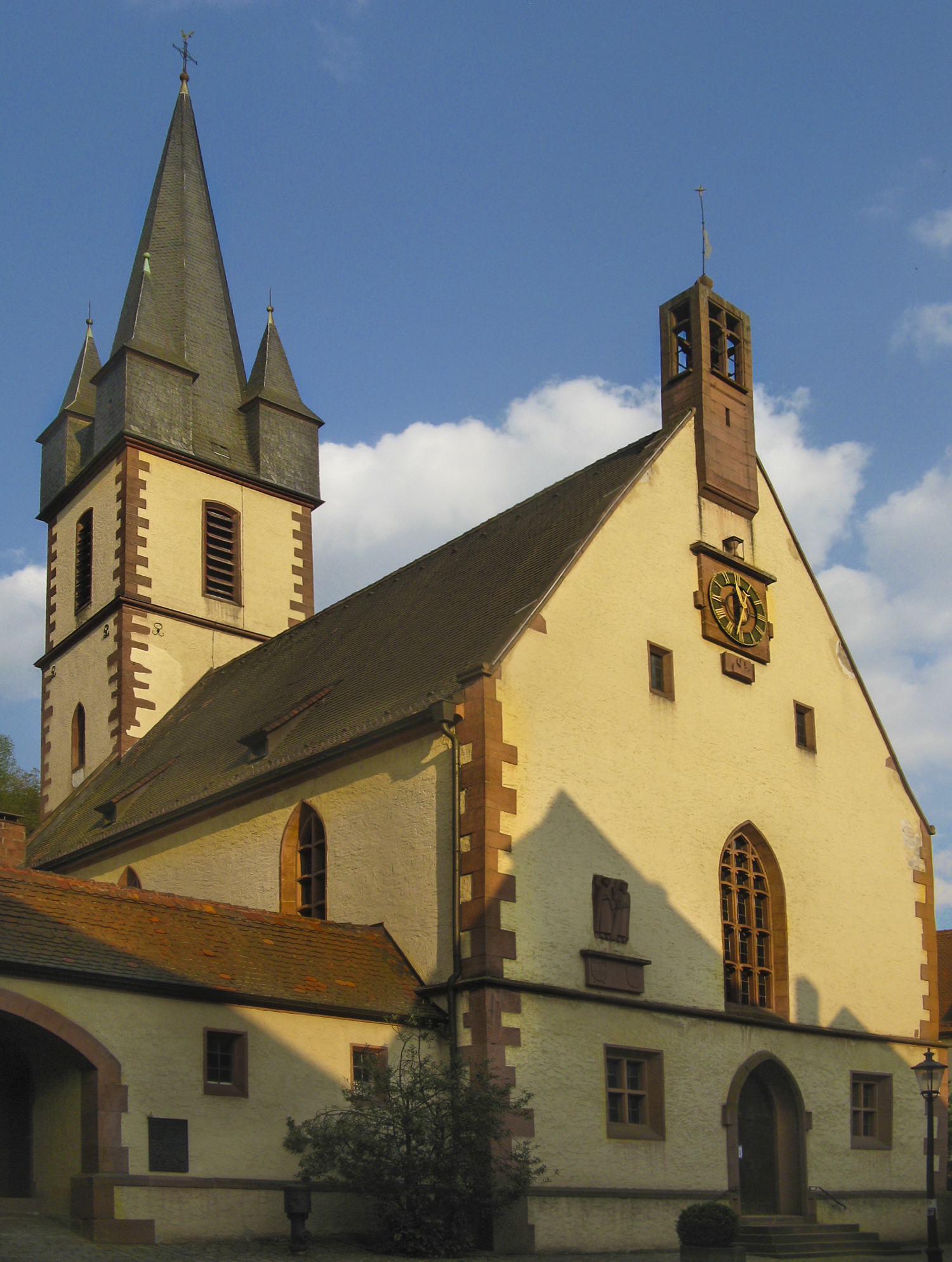
Gemündener Pfarrkirche

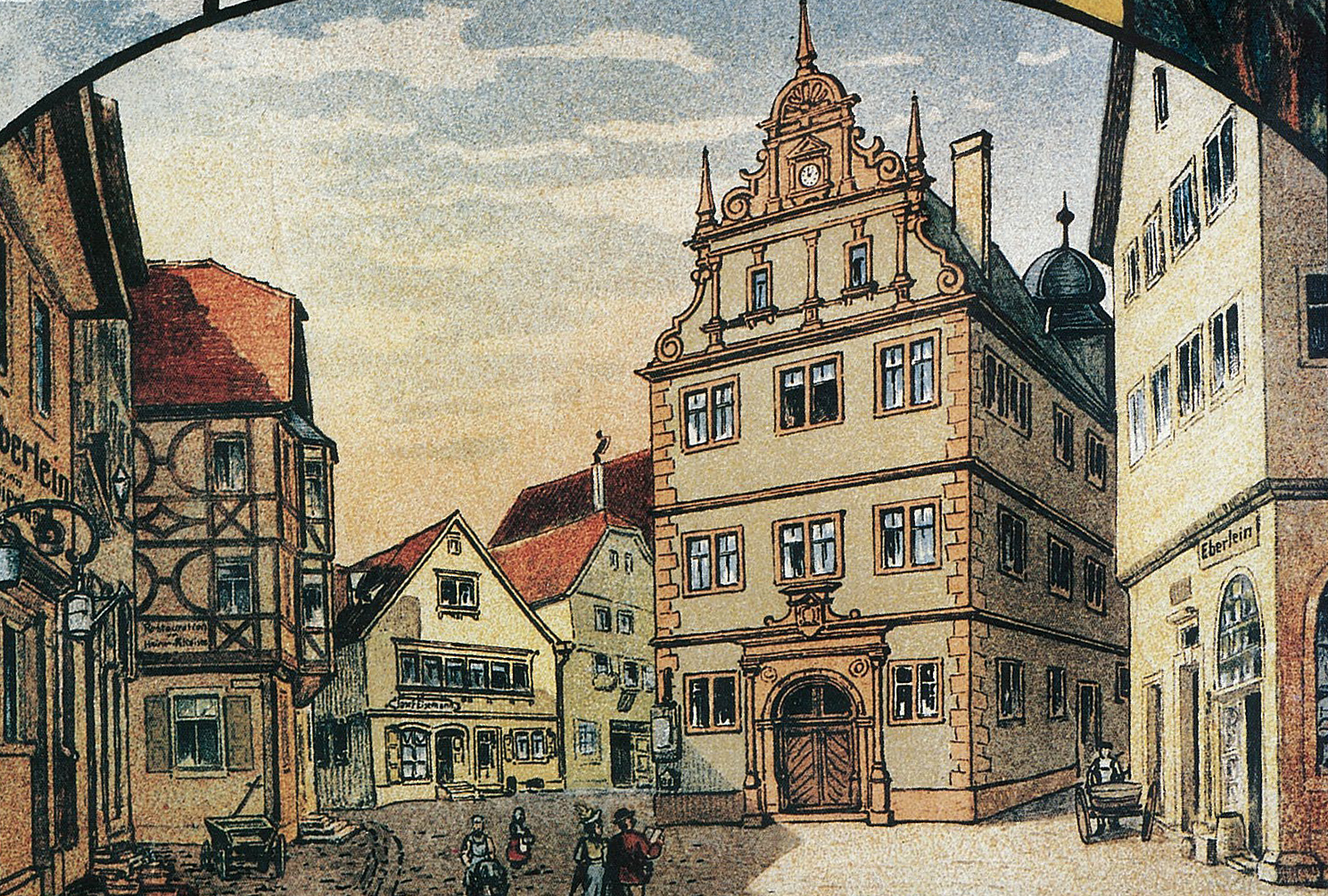
Altes Gemündener Rathaus

Johann Gallus Hügel (* 2. Dezember 1664 in Gemünden am Main, Franken, heute Bayern; † 14. September 1719 in Eggenburg, Niederösterreich) war ein deutscher Steinmetzmeister und Bildhauer des Barock.
Vor allem in Wien und Niederösterreich wurde der Name Hügel in Högl, Högel verändert, daher ist er in Felix Czeikes Historischem Lexikon Wien, Band 3, als Högl Familie zu finden.

## Leben
Die Eltern Johann Franz Hügel und Margareta Feserin hatten am 4. September 1659 in der Gemündener Pfarrkirche geheiratet. Drei ihrer Söhne, Johann Gallus, Johann Jacob und Elias erlernten das Steinmetz-Handwerk.

### Auswanderung in die Steinmetzzentren Eggenburg, Kaisersteinbruch und Wien
Nach dem endgültigen Sieg über die Türken in Wien (1683) brach eine starke Bautätigkeit aus. Wien wurde eine Stadt der barocken Architektur und übte im Heiligen Römischen Reich Deutscher Nation eine starke Sogwirkung auf Baufachleute aus. Die Steinmetz-Viertelladen in Eggenburg, mit dem Bildhauerstein, und in Kaisersteinbruch, mit dem tragfähigen harten Leithakalkstein, dem „Kaiserstein“ sind bei vielen Palästen und Kirchen dieser Epoche in Wien miteinander vertreten.
Johann Gallus Hügel ist 1692 als Meister in der Viertellade zu Eggenburg in Niederösterreich dokumentiert. Der 1677 geborene Jacob Hügel blieb in Gemünden und gründete hier seine Familie. Der jüngste Bruder Elias Hügel, 1681 geboren, lernte das Handwerk in der Viertellade im kaiserlichen Steinbruch am Leithaberg.

### Landesfürstliche Viertelstadt Eggenburg
Eggenburg unterstand der Haupthütte zu Wien und wurde 1629 eigenständige Viertellade, ein Zunftbezirk. In der Umgebung von Eggenburg bestanden viele einzelne Steinbrüche, manche auch nach Steinmetzen benannt, so der Högl-Bruch. Er war Pächter eines Steinbruchs und Hausbesitzer, ein Haus in der langen Zeile.

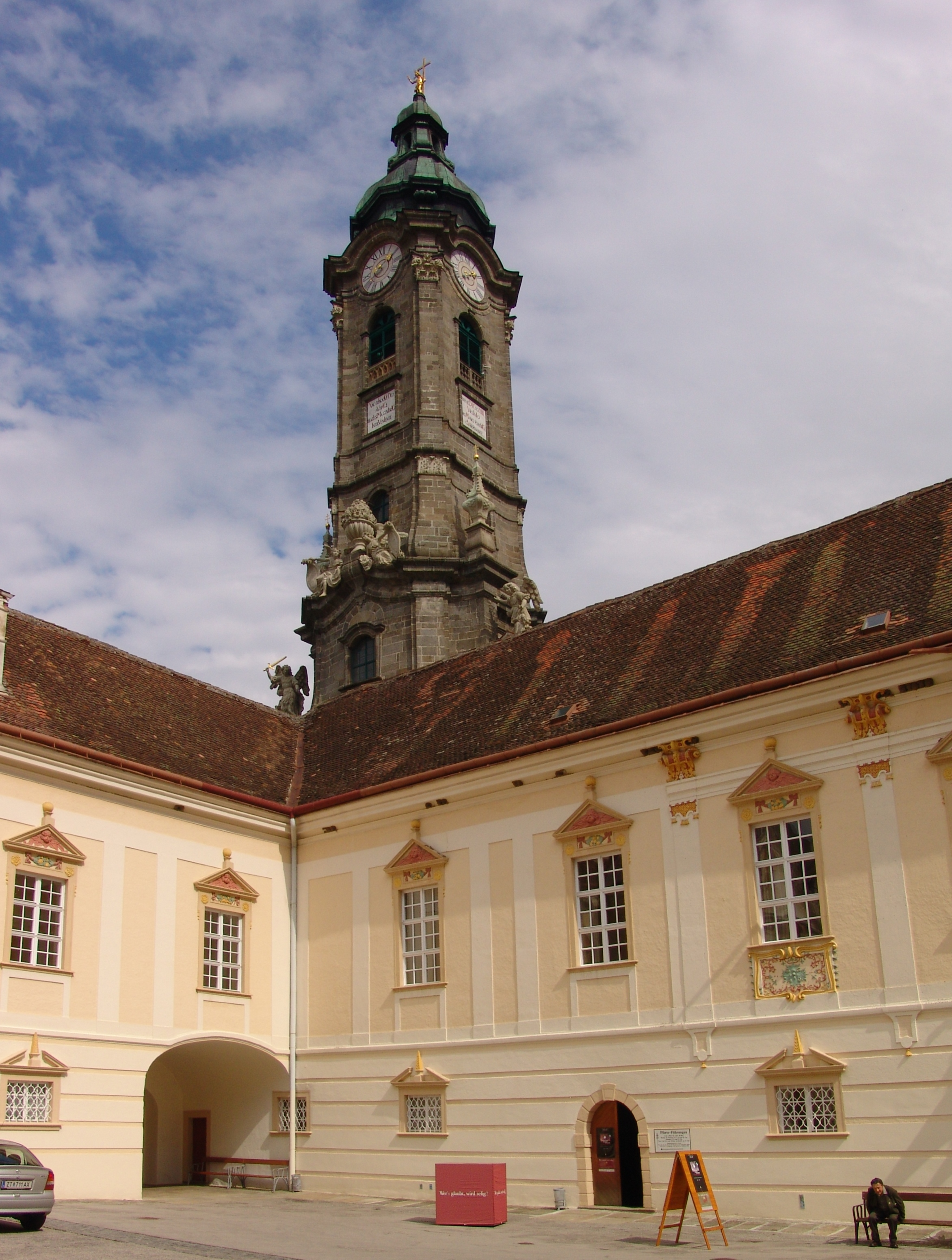
Stift Zwettl

Eine Eintragung des Jahres 1692 im Innungsbuch bestätigt: ... Johann Gallus Hügel, Steinmetzmeister zu Kühnring bei Eggenburg, spricht seinen Lehrjungen Simon Stift frei. Die fünf Jahre Lehrzeit eingerechnet, hat er sich seit 1687/1688 bereits als Meister dort aufgehalten.
Meister Hügel nahm insgesamt neun Lehrlinge zur Ausbildung auf, den letzten, seinen Sohn Johann Caspar konnte er nicht mehr freisprechen, da er 1719 verstarb. Der Mitmeister Andreas Steinböck wurde der neue Lehrherr und sprach ihn 1720 frei.

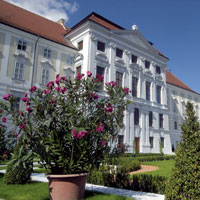
Stift Herzogenburg Osttrakt

## Stift Zwettl
In den Kammeramtsrechnungen des Jahres 1701, am 22. Dezember befindet sich der Contract des Klosters Zwettl mit Gallus Hügl, bürgerl. stainmez in Eggenburg. Auftrag zur Lieferung von Tür- und Fenstersteinen, sambt ober- und untergesims, vor allem in der Stiftsbibliothek.
Im Stiftsarchiv wird eine Architekturzeichnung von Johann Gallus Hügel für das Bibliotheksportal aufbewahrt, datiert mit 1702.

## Stift Herzogenburg
Der Umbau des Stiftes begann mit der Grundsteinlegung am 25. März 1714, die Bauleitung hatte Jakob Prandtauer. Zuerst wurden der Südtrakt, oder Gasttrakt gebaut und daran anschließend der Osttrakt bis zum großen Saal.
Mit diesem großen Auftrag, den Steinmetzarbeiten für den Kaisersaal im Stift, ist Gallus Hügel in die Literatur eingegangen. In einem von ihm eigenhändig geschriebenen Brief bringt er den Beweis, dass Johann Bernhard Fischer von Erlach diesen Saal entwarf. Am 22. April 1716 legte er den Entwurf eines Contractes über die Arbeiten zum neuen Saal vor, am 29. April wurde der Vertrag abgeschlossen.
```

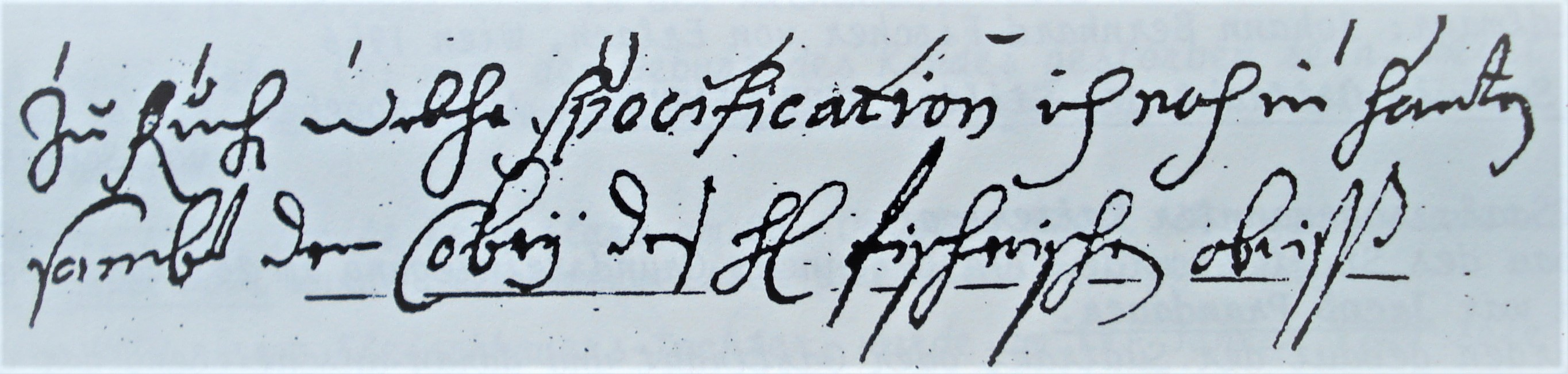
Brief von 1718 – den Plan von Herrn Fischer betreffend

In einem Brief vom 17. März 1718 stellte er fest, dass er 
... die Specifikation zu dem Contract sambt der 
Cobey
 des H. Fischerschen abriss ...
 noch in Händen habe.
```

### Prälat Schmerling
Prälat Schmerling ließ den großen Saal nicht von Prandtauer bauen, sondern beauftragte Fischer von Erlach. Das erklärt, dass Prandtauer, der regelmäßig nachsehen kam, vom 4. Feber 1715 bis zum 29. Dezember 1716 keine Nachschau beim Bau gehalten hatte.
1718 lieferte Hügel einen Stein wo die Kugel auf dem Francosbiz des großen saals.

### Bruder Elias
Steinmetzmeister Elias Hügel im Kaiserlichen Steinbruch am Leithaberg, sein jüngster Bruder, arbeitete zu dieser Zeit auch für Fischer von Erlach an der kaiserlichen Kirche in Wien.

## Begründung einer österreichischen Steinmetzdynastie
Gallus war dreimal verheiratet, von Sybilla und Anna Maria († Oktober 1708) gibt es nur wenige Daten. Catharina Wödl  (* 2. November 1686), Tochter des Eggenburger Fleischhauers heiratete der Witwer am 13. Januar 1709. Trauzeugen waren die Steinmetzmeister Andreas Steinböck und Mathias Strickner.
Die Söhne Johann Caspar, Johann Georg und Georg Andreas lernten das Steinmetzhandwerk und wurden Meister. Ihr ältester Bruder Joseph (* 1696) ging den geistlichen Weg, als P. Joachim der Kartause Gaming.

## Testament

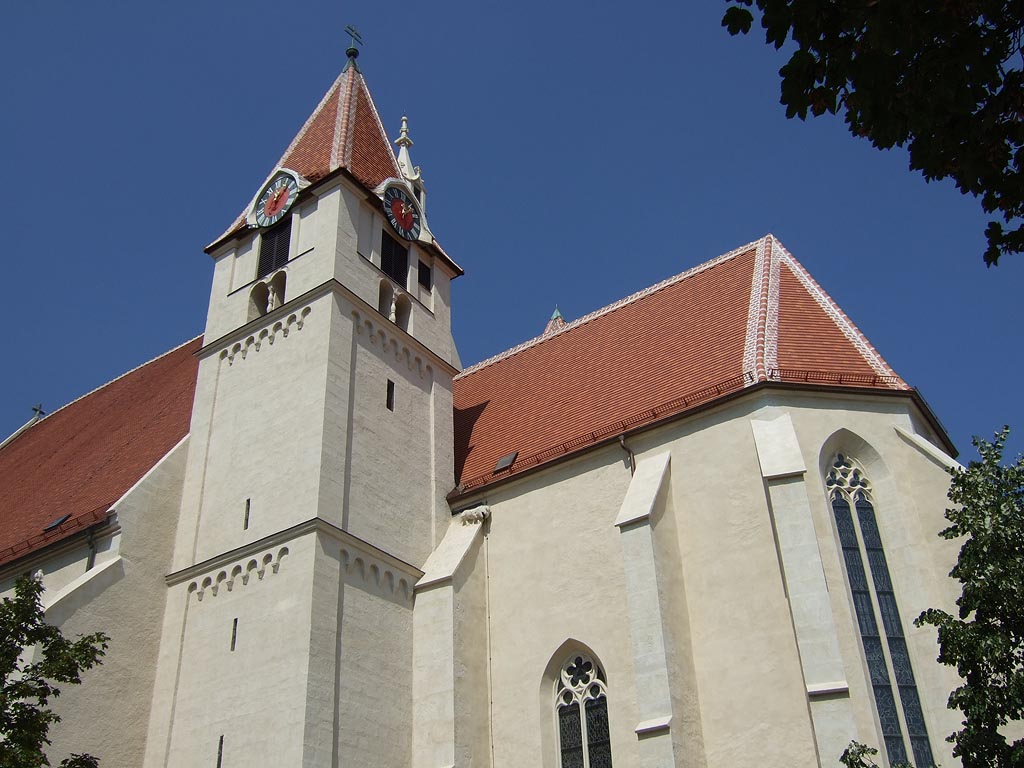
Eggenburg, Pfarrkirche St. Stephan

Am 27. Juli 1719 verfasste er sein Testament, in dem unter anderem verfügt wird:
- ... weillen mein in Closter Gäming befindlicher Sohn Joseph vill gekhostet ..., er ohnedem auf die Erbschaft verzichtet und daher nichts mehr zu fordern hat.
- ... jene zwölfhundert Gulden, welche in Wien in Banco vermög Obligation vom 30. Dezember 1718 auf Capital zu 6 pro Cento Interesse anliegen, und die Obligation Herr Johann Carl Trumler, Steinmetzmeister zu Wien, in Händen hat, denen drey Kindern je 400 Gulden geben.
- ... ist Ehefrau Catharina meine alleinige Universalerbin … sie erhält das Haus, sämtliche Grundstücke, Geld und Gut, meine Schuldforderungen.

### Steinmetzmeisterin Catharina Höglin

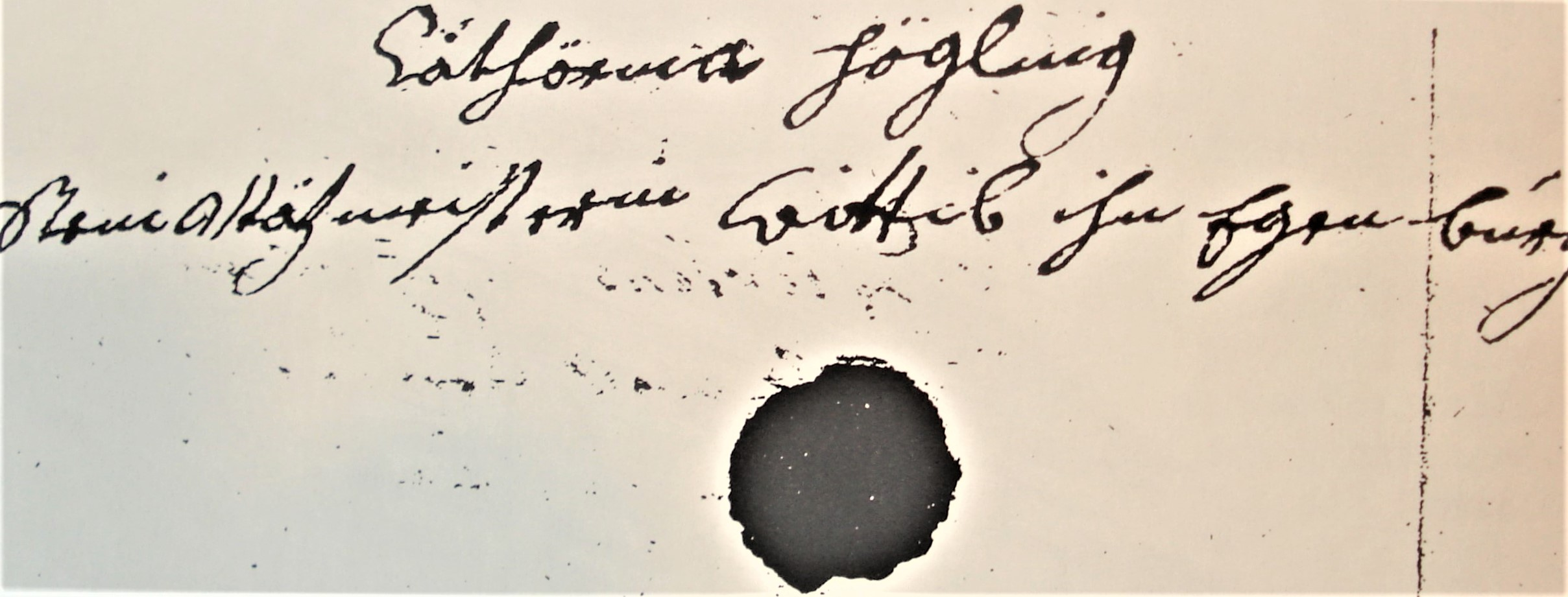
Offizieller Vertrag der Meisterin mit dem Stift Herzogenburg von 1720 – Steinmetzmeisterin Catharina Höglin

Nach Meister Gallus Hügels Ableben führte die Witwe Catharina das Handwerk weiter. 1720 erfolgte der Einbau „seiner“ Fensterstöcke im großen Saal. Danach unterschrieb sie einen weiteren Vertrag über die Herstellung der Steinteile für Saal und Saalstiege – als Steinmetzmeisterin.
Am 14. September 1719 starb Gallus Högl mit 55 Jahren. Die Witwe Catharina musste sich im Gewerbe wieder verheiraten. Sie wählte Mathias Franz Strickner, Steinmetz aus Eggenburger Familie und heiratete am 28. Januar 1721.

## Archivalien
- Diözesanarchiv Würzburg: Pfarrbuch Gemünden ab 1598.
- Stadtarchiv Eggenburg: Aufding- und Freysagebuch der Eggenburger Steinmetzinnung.
- Archiv Stift Herzogenburg: Vertrag von Steinmetzmeister Johann Gallus Hügel

## Einzelnachweis
1. ↑  Archiv Stift Herzogenburg: Vertrag von Steinmetzmeister Johann Gallus Hügel/Högl, darin Nachweis der Mitarbeit von Architekt Johann Bernhard Fischer von Erlach. Nach seinem Tod führt die Witwe als Steinmetzmeisterin den Auftrag weiter.

| Personendaten    | Personendaten                                        |
| ---------------- | ---------------------------------------------------- |
| NAME             | Hügel, Johann Gallus                                 |
| ALTERNATIVNAMEN  | Högl, Johann Gallus                                  |
| KURZBESCHREIBUNG | deutsch-österreichischer Steinmetzmeister des Barock |
| GEBURTSDATUM     | 2. Dezember 1664                                     |
| GEBURTSORT       | Gemünden am Main                                     |
| STERBEDATUM      | 14. September 1719                                   |
| STERBEORT        | Eggenburg                                            |